# Wolfgang d'Ursel
Wolfgang-Guillaume, 3e duc d'Ursel et d'Hoboken, prince d'Arches et Charleville en partie, comte de Grobbendonck et du Saint-Empire, de Milan et de Zinneghem, vicomte de Feroz, Vive-Saint-Eloi et Escornaix, baron de Wesemaele, Oost-camp et Avelghem, est un général du Saint-Empire romain germanique, né le 28 avril 1750 à Bruxelles où il meurt le 17 mai 1804.

## Biographie
Wolfgang d'Ursel est le fils du duc Charles d'Ursel et de Marie-Éléonore von Lobkowicz. Marié à Flore d'Arenberg (fille du duc Charles Marie Raymond d'Arenberg et de Louise-Marguerite de La Marck), il est le père de Charles-Joseph d'Ursel, ainsi que le beau-père de François de Lannoy et de Claude-Adrien de Mun.
Il succède à son père en tant que maréchal héréditaire du duché de Brabant et Grand veneur et Haut forestier de Flandre. 
Suivant la carrière des armes, il devient général major au service du roi de Bohème et de Hongrie. Il est également chambellan de l'empereur Joseph II.
Durant la révolution brabançonne, il joue un rôle important quoique éphémère. Le 25 janvier 1790, il est choisi comme président du département général de la guerre des États belgiques unis.